# إميليو موران
إميليو موران (بالإنجليزية: Emilio Moran)‏ هو عالم إنسان أمريكي، ولد في 21 يوليو 1946 في كوبا.